# Arduí II d'Ivrea
Arduí II d'Ivrea (? - vers 1050) va ser marquès d'ivrea entre 999 i 1015. També és esmentat com Ardicino. Era fill d'Arduí d'Ivrea i Berta d'Este.

## Biografia
Després de l'excomunió del seu pare el 997 a causa de l'assassinat del bisbe de Vercelli, els bisbes van fomentar molts problemes i disturbis en el marquesat perquè a la població i als magnats no els agradava gens estar sota el govern d'un excomunicat. Així que el 999 el seu pare el va anomenar legalment marquès d'Ivrea, encara que era aquell el que continuava mantenint el poder a la regió.
Després de la mort del seu pare el 1015 la marca d'Ivrea va ser suprimida i va quedar dividida en nombrosos comtats i comunes, i el comte Arduí i els seus germans Otó i Guiu van reconèixer l'autoritat del marquès de Torí, Ulric Manfred II, passant Ivrea a ser un comtat de la marca de Torí. Arduí va conservar el poder però ja no fou reconegut com a marquès d'Ivrea, sinó com a comte d'Ivrea i de Pombia, encara que va conservar el títol de príncep de Gramellina que li havia donat el seu pare quan era rei.
El 1036 Arduino va obtenir del bisbe Ubald de Cremona un feu al sud de Bèrgam, amb la qual cosa reforçava la seva autoritat en aquest territori.
La seva descendència va donar origen a diverses branques de prínceps i comtes del Canavese: San Martino d'Aglie, Lorenzato, Parella,Strambino, Colloretto i els comtes de Valperga di Masino, Masino, Caluso i Biandrate.